# Stadtbahnstation Fairbank
Fairbank ist eine im Bau befindliche unterirdische Stadtbahnstation in Toronto. Sie entsteht als Teil der Eglinton-Linie, die zum Netz der Toronto Subway gehören wird. Die Station befindet sich im Stadtteil Fairbank, unter der Kreuzung von Eglinton Avenue West und Dufferin Street. Ihre Eröffnung ist für das Jahr 2023 geplant.
Die Station wird über zwei Eingänge verfügen. Der barrierefreie Haupteingang wird sich an der Südostseite der Straßenkreuzung befinden, der Nebeneingang an der Nordwestseite. Beide werden eine Verbindung zur Verteilerebene herstellen, von wo aus der Mittelbahnsteig auf der zweiten Ebene erreicht werden kann. Vorgesehen sind Umsteigemöglichkeiten zu drei Buslinien der Toronto Transit Commission (TTC). Der Haupteingang wird in den bereits bestehenden St. Hilda Park integriert und eine zuvor dort befindliche Esso-Tankstelle ersetzen.
In einem Bericht zuhanden des Vorstands vom 23. November 2015 empfahl die TTC-Direktion eindeutige und unverwechselbare Namen für die Stationen der künftigen Eglinton-Linie. Eine Benennung nach der Dufferin Street fiel somit außer Betracht, da es bereits die U-Bahn-Station Dufferin an der Bloor-Danforth-Linie gibt. Die Wahl fiel stattdessen auf den Namen des zu erschließenden Stadtteils. Nachdem im Juni 2013 die Tunnelbohrarbeiten an der Eglinton-Linie begannen hatten, hätte die Station im September 2021 in Betrieb genommen werden sollen. Aufgrund verschiedener unvorhergesehener Probleme während der Arbeiten erklärte die staatliche Verkehrsplanungsgesellschaft Metrolinx im Februar 2020, dass sie erst im Verlaufe des Jahres 2022 eröffnet werden wird. Im Dezember 2021 rechnete Metrolinx jedoch damit, dass die Strecke möglicherweise erst zu Beginn des Jahres 2023 in Betrieb gehen könnte.